# Championnat DTM 2006
Navigation
Édition précédente Édition suivante

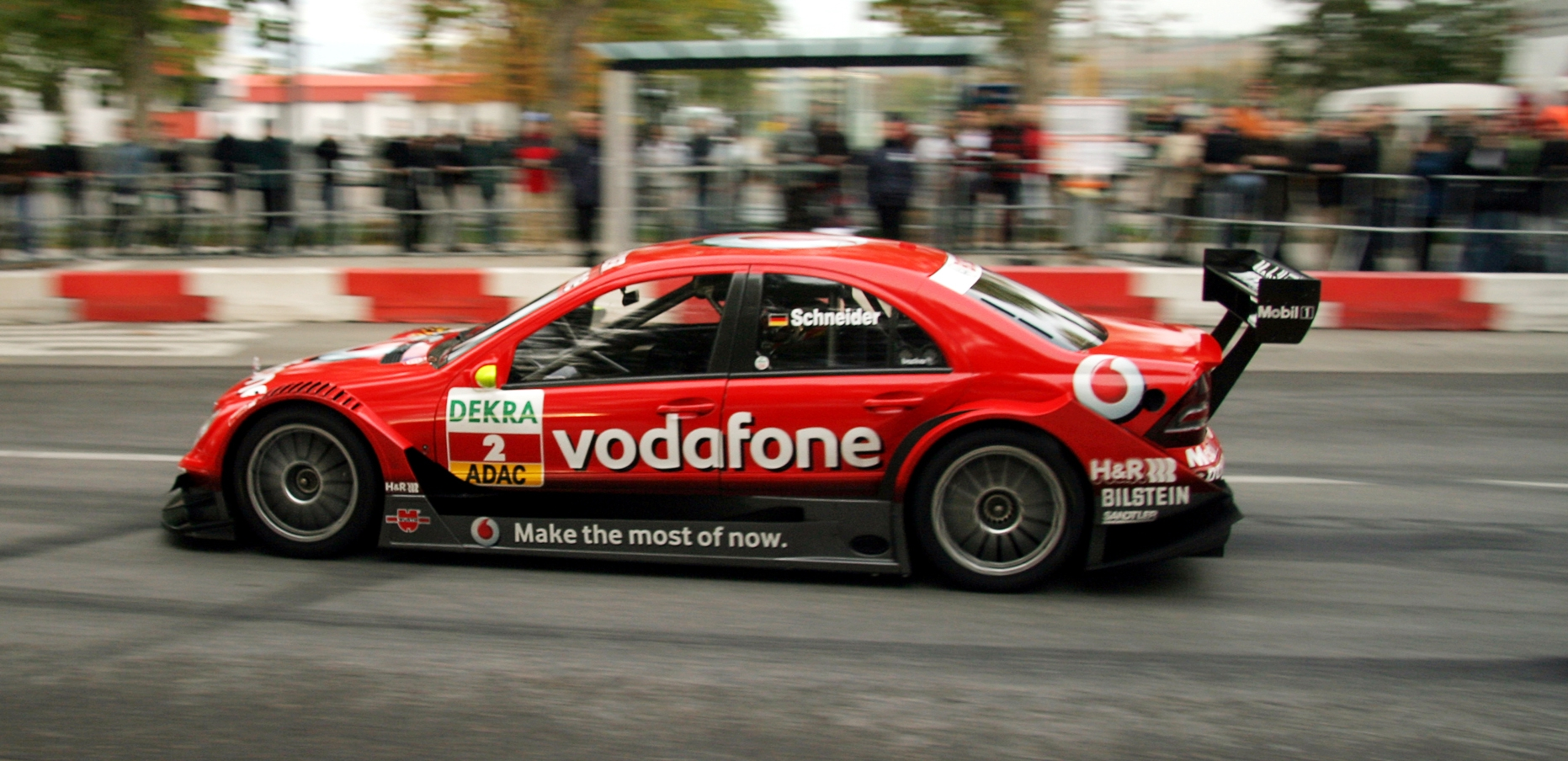
Bernd Schneider, le champion 2006.

Le championnat DTM 2006 s'est déroulé du 9 avril au 29 octobre 2006, sur un total de 10 courses, et a été remporté par le pilote allemand Bernd Schneider, au volant d'une Mercedes.

## Présentation
Confirmant la volonté d'internationalisation de la discipline, la saison 2006 de DTM s'est déroulée sur 4 circuits situés en dehors des frontières allemandes. À la traditionnelle manche de Zandvoort aux Pays-Bas se sont ainsi ajoutées une épreuve en Grande-Bretagne (à Brands Hatch), une épreuve en Espagne (circuit de Catalogne à Barcelone) et une autre en France (sur le circuit Bugatti au Mans).
À la suite du retrait de la compétition de Opel, le championnat 2006 s'est limité à une lutte entre seulement deux constructeurs: Audi et Mercedes.

## Engagés
| Constructeur  | Modèle                         | Écurie                     | No. | Pilotes               | Courses |
| ------------- | ------------------------------ | -------------------------- | --- | --------------------- | ------- |
| Mercedes-Benz | HWA Team                       | AMG-Mercedes C-Klasse 2006 | 2   | Bernd Schneider       | Toutes  |
| Mercedes-Benz | HWA Team                       | AMG-Mercedes C-Klasse 2006 | 3   | Jamie Green           | Toutes  |
| Mercedes-Benz | HWA Team                       | AMG-Mercedes C-Klasse 2006 | 8   | Mika Häkkinen         | Toutes  |
| Mercedes-Benz | HWA Team                       | AMG-Mercedes C-Klasse 2006 | 9   | Bruno Spengler        | Toutes  |
| Mercedes-Benz | Persson Motorsport             | AMG-Mercedes C-Klasse 2005 | 10  | Jean Alesi            | Toutes  |
| Mercedes-Benz | Persson Motorsport             | AMG-Mercedes C-Klasse 2005 | 11  | Alexandros Margaritis | Toutes  |
| Mercedes-Benz | Persson Motorsport             | AMG-Mercedes C-Klasse 2004 | 21  | Mathias Lauda         | Toutes  |
| Mercedes-Benz | Mücke Motorsport               | AMG-Mercedes C-Klasse 2005 | 17  | Stefan Mücke          | Toutes  |
| Mercedes-Benz | Mücke Motorsport               | AMG-Mercedes C-Klasse 2005 | 18  | Daniel la Rosa        | Toutes  |
| Mercedes-Benz | Mücke Motorsport               | AMG-Mercedes C-Klasse 2004 | 22  | Susie Stoddart        | Toutes  |
| Audi          | Audi Sport Team Abt Sportsline | Audi A4 DTM 2006           | 4   | Martin Tomczyk        | Toutes  |
| Audi          | Audi Sport Team Abt Sportsline | Audi A4 DTM 2006           | 5   | Mattias Ekström       | Toutes  |
| Audi          | Audi Sport Team Abt Sportsline | Audi A4 DTM 2006           | 6   | Heinz-Harald Frentzen | Toutes  |
| Audi          | Audi Sport Team Abt Sportsline | Audi A4 DTM 2006           | 7   | Tom Kristensen        | Toutes  |
| Audi          | Audi Sport Team Phoenix        | Audi A4 DTM 2005           | 12  | Christian Abt         | Toutes  |
| Audi          | Audi Sport Team Phoenix        | Audi A4 DTM 2005           | 14  | Pierre Kaffer         | Toutes  |
| Audi          | Audi Sport Team Rosberg        | Audi A4 DTM 2005           | 15  | Frank Stippler        | Toutes  |
| Audi          | Audi Sport Team Rosberg        | Audi A4 DTM 2005           | 16  | Timo Scheider         | Toutes  |
| Audi          | Futurecom TME                  | Audi A4 DTM 2004           | 19  | Olivier Tielemans     | 1–3     |
| Audi          | Futurecom TME                  | Audi A4 DTM 2004           | 19  | Jeroen Bleekemolen    | 4–5     |
| Audi          | Futurecom TME                  | Audi A4 DTM 2004           | 19  | Nicolas Kiesa         | 6–8     |
| Audi          | Futurecom TME                  | Audi A4 DTM 2004           | 19  | Thed Björk            | 9–10    |
| Audi          | Futurecom TME                  | Audi A4 DTM 2004           | 20  | Vanina Ickx           | Toutes  |

## Calendrier
| Épreuve | Circuit           | Date         | Pole Position         | Meilleur tour   | Vainqueur pilote | Vainqueur écurie               |
| ------- | ----------------- | ------------ | --------------------- | --------------- | ---------------- | ------------------------------ |
| 1       | Hockenheim        | 9 avril      | Jamie Green           | Bruno Spengler  | Bernd Schneider  | HWA Team                       |
| 2       | Lausitzring       | 30 avril     | Jamie Green           | Bruno Spengler  | Bernd Schneider  | HWA Team                       |
| 3       | Oschersleben      | 21 mai       | Tom Kristensen        | Tom Kristensen  | Tom Kristensen   | Audi Sport Team Abt Sportsline |
| 4       | Brands Hatch Indy | 2 juillet    | Tom Kristensen        | Bernd Schneider | Mattias Ekström  | Audi Sport Team Abt Sportsline |
| 5       | Norisring         | 23 juillet   | Jamie Green           | Bruno Spengler  | Bruno Spengler   | HWA Team                       |
| 6       | Nürburgring       | 20 août      | Bruno Spengler        | Bruno Spengler  | Bruno Spengler   | HWA Team                       |
| 7       | Zandvoort         | 3 septembre  | Jamie Green           | Mika Häkkinen   | Tom Kristensen   | Audi Sport Team Abt Sportsline |
| 8       | Barcelone         | 24 septembre | Martin Tomczyk        | Bernd Schneider | Martin Tomczyk   | Audi Sport Team Abt Sportsline |
| 9       | Le Mans           | 15 octobre   | Bruno Spengler        | Mika Häkkinen   | Bruno Spengler   | HWA Team                       |
| 10      | Istanbul Park     | 29 octobre   | Heinz-Harald Frentzen | Jamie Green     | Bruno Spengler   | HWA Team                       |

## Classement des pilotes
| Position | Pilote                | Voiture (millésime)    | Points |
| 1        | Bernd Schneider       | Mercedes Classe C 2006 | 71     |
| 2        | Bruno Spengler        | Mercedes Classe C 2006 | 63     |
| 3        | Tom Kristensen        | Audi A4 2006           | 56     |
| 4        | Martin Tomczyk        | Audi A4 2006           | 42     |
| 5        | Jamie Green           | Mercedes Classe C 2006 | 31     |
| 6        | Mika Häkkinen         | Mercedes Classe C 2006 | 25     |
| 7        | Heinz-Harald Frentzen | Audi A4 2006           | 24     |
| 8        | Mattias Ekström       | Audi A4 2006           | 21     |
| 9        | Jean Alesi            | Mercedes Classe C 2005 | 15     |
| 10       | Timo Scheider         | Audi A4 2005           | 12     |
| 11       | Alexandros Margaritis | Mercedes Classe C 2005 | 11     |
| 12       | Stefan Mücke          | Mercedes Classe C 2005 | 7      |
| 13       | Christian Abt         | Audi A4 2005           | 6      |
| 14       | Frank Stippler        | Audi A4 2005           | 3      |
| 15       | Daniel la Rosa        | Mercedes Classe C 2005 | 2      |
| 16       | Pierre Kaffer         | Audi A4 2005           | 1      |